# Lauenburg d'Elba
Lauenburg d'Elba (en baix alemany Loonborg) és una ciutat de l'estat federal de Slesvig-Holstein a Alemanya. Fins a la llei de l'àrea metropolitana d'Hamburg del 1937 va ser la capital del districte de Herzogtum Lauenburg. Té una superfície de 9,54 km² i comptava l'octubre 2013 amb 11.238 habitants.

## Geografia
Lauenburg es troba al marge dret de l'Elba on hi forma la frontera entre Slesvig-Holstein i la Baixa Saxònia. Els canals Elbe-Lübeck i el Delvenau hi desemboquen a l'Elba.

## Història
El nom prové del castell o burg construït a un lloc estratègic a l'Elba, Lauen és un derivat del nom eslau "Lave" per a l'Elba. Des d'aquest castell, al segle xiii, els ducs de Saxònia-Lauenburg van construir el seu estat.

## Cultura i llocs d'interès
- El centre històric
- La resclosa Palmschleuse al canal de Stecknictz, la resclosa rodona més gran d'Alemanya
- L'església de Maria Magdalena, iniciada el 1220
- El Castell de Lauenburg al Mont del Castell (Schlossberg)
- El Museu de la navegació a l'Elba (Elbschifffahrtsmuseum)
- El vaixell de paletes Kaiser Wilhelm
- El Museu del Molí al Lauenburger Mühle[2]

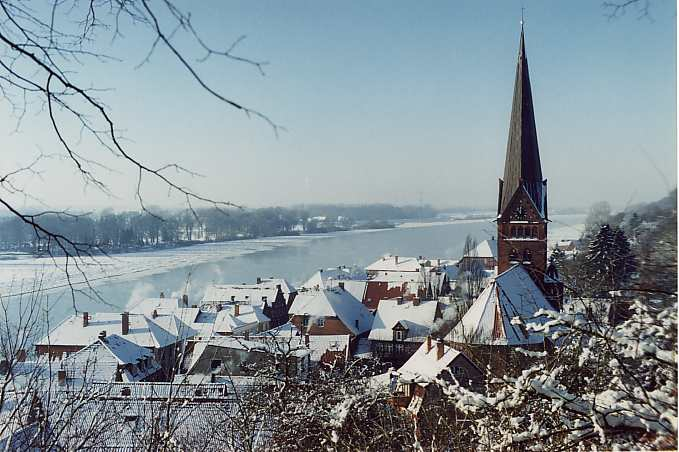
Panorama hivernal de Lauenburg i de l'església de Maria Magdalena
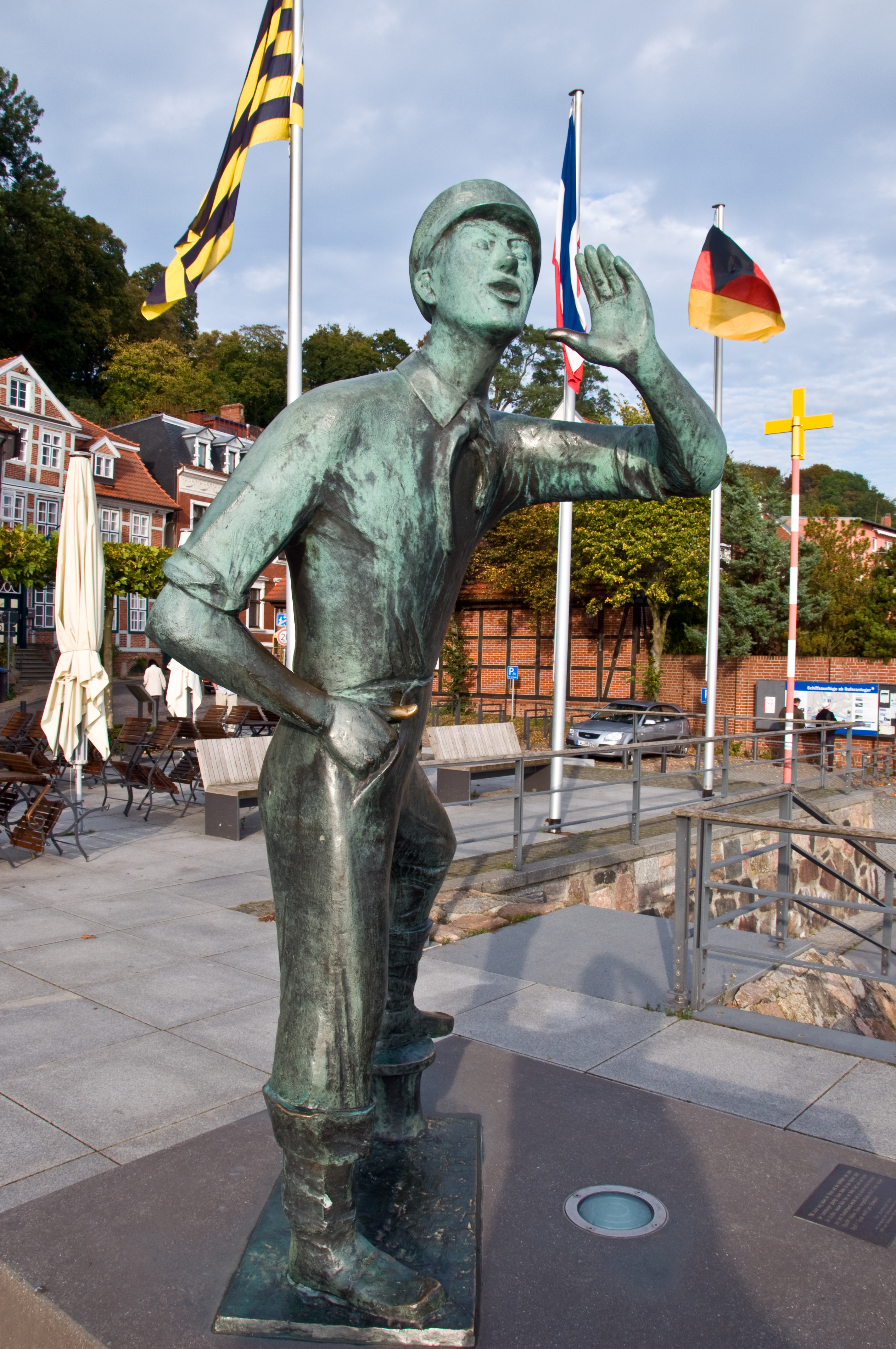
Der Rufer
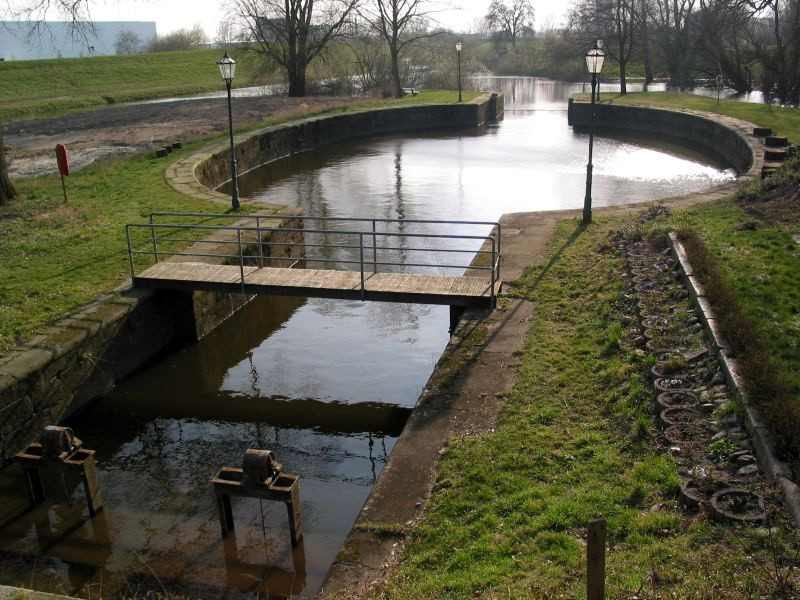
La resclosa Palmschleuse

## Ciutats agermanades
| - - Dudelange, Luxemburg - - Manom, França - - Lębork (Lauenburg in Pommern), Polònia - - Boizenburg (Mecklenburg-Pomerània Occidental) |